# صباح الهلالي
صباح الهلالي (1969 في بغداد، العراق - 27 يوليو 2020 في بغداد، العراق) شاعر عراقي، اشتهر من خلال قصائد وطنية خلال الحرب الأهلية العراقية. غنى له عدة مطربون منهم كاظم الساهر. لديه عدة قصائد سياسية منها قصيدة «ممنوع همس الشفة» وتوقف عن كتابة القصائد السياسية بعد تلقيه عدة تهديدات بالقتل من جهات سياسية، وأشار إلى ذلك في إحدى قصائده: «خايف على أطفالي من السياسي». انتقل بعدها إلى تقديم برنامج أكو فد واحد. كما له أعمال فنية عديدة، في المسرح والفنون الشعبية والشعر الغنائي.